# Dithecodes cryptereuthus
Dithecodes cryptereuthus är en fjärilsart som beskrevs av Louis Beethoven Prout 1911. Dithecodes cryptereuthus ingår i släktet Dithecodes och familjen mätare. Inga underarter finns listade i Catalogue of Life.